# Torreón
Torreón is een industriestad in het noordoosten van Mexico in de staat Coahuila de Zaragoza. Torreón heeft 608.836 inwoners (2010) en ongeveer een miljoen in de agglomeratie La Laguna, een agglomeratie van vier steden (Torreón, Gómez Palacio, Matamoros en Ciudad Lerdo), die vlak bij elkaar liggen en profiteren van het relatief gunstige klimaat.
Lala is de grootste melkproducent van Mexico en is opgericht in 1949 in Torreón.
Torreón heeft een zeer groot modern winkelcentrum, twee bioscopen, lange boulevards met veel auto's en een koloniaal centrum met enige grandeur.
De stad ligt op ruim vier uur rijden van Monterrey, een van de welvarendste steden van Latijns-Amerika. 
Naast autosnelwegen heeft Torreón een international luchthaven, Torreón International Airport.
De voetbalclub Santos Laguna is afkomstig uit Torreón en speelt hun thuiswedstrijden in het Estadio Corona.

## Stedenband
- Fresno (Verenigde Staten)

## Geboren
- Bernard Francis Law (1931-2017), Amerikaans kardinaal
- Oribe Peralta (1984), voetballer
- Jorge Sánchez (1997), voetballer